# Lutyšské knížecí biskupství
Lutyšské knížecí biskupství (německy Fürstbistum Lüttich, francouzsky Principauté de Liège), označováno někdy také jako Lutyšské knížectví, byl církevní stát ve Svaté říši římské na území dnešní Belgie. Status knížecího biskupství získali lutyšští biskupové již někdy mezi lety 980–985 (samotná lutyšská diecéze byla územně rozsáhlejší než knížecí biskupství), k tomu se právo účastnit se říšského sněmu. Diecéze vznikla kolem roku 340. Roku 1500 bylo knížecí biskupství lutyšské zahrnuto do Dolnorýnsko-vestfálského kraje v rámci nového uspořádání Svaté říše římské do říšských krajů. Tehdejší území zahrnovalo většinu dnešní provincie Lutych, téměř celou provincii Limburk, jakož i části dnešní provincie Namur. Lutyšské knížecí biskupství se nikdy nestalo součástí Sedmnácti provincií, Španělského ani Rakouského Nizozemí.

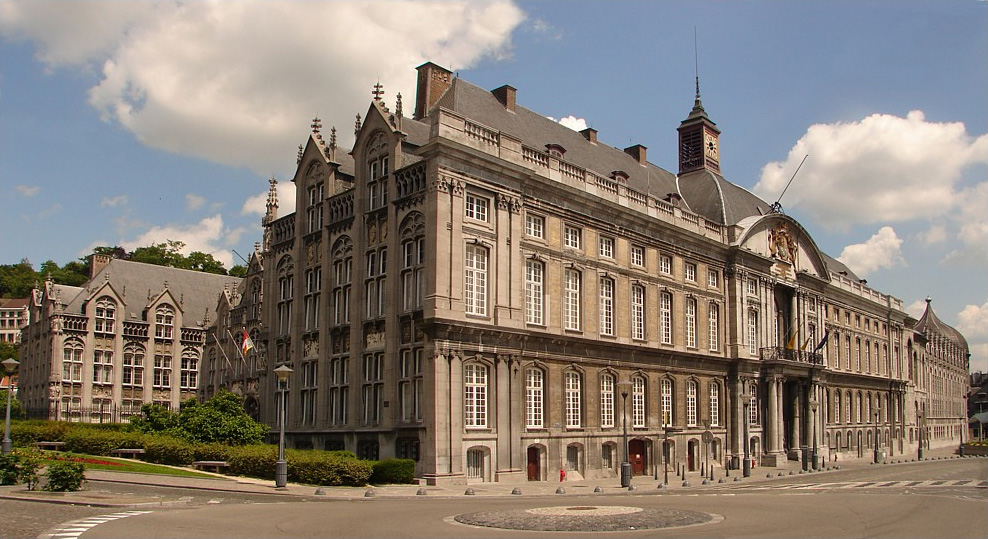
Palác knížecích biskupů v Lutychu

V 16. století byla politika knížecího biskupství silně pod vlivem burgundských vévodů a později Habsburků. Knížecí biskupství bylo krátce přerušeno v letech 1789–1791 lutyšskou revolucí podle brabantského vzoru, během níž bylo církevní knížectví nahrazeno republikou. Do věci se vložila rakouská armáda, potlačila revoluci a na místo dosadila zpět uprchlého biskupa Césara de Hoensbroeck. V letech 1792–1793 je Lutyšsko okupováno Francouzi, také lid se rozhodl pro anexi Francií, ale v bitvě u Neerwindenu jsou Francouzi poraženi a vítězní Rakušané opět vrací do čela státu knížecího biskupa. Roku 1794 Francouzi vítězí nad Rakušany v bitvách u Fleurus a Sprimontu, což se znovu odráží na budoucím směřování Lutyšska. V roce 1795 bylo Knížecí biskupství lutyšské definitivně anektováno Francií, čímž zanikl církevní stát a s ním politická moc biskupů.